# Hamad bin Khalifa Al Thani
Hamad bin Khalifa Al Thani (in arabo لشيخ حمد بن خليفة آل ثاني‎?; Doha, 1º gennaio 1952) è stato dal 1995 al 2013 l'emiro del Qatar.

## Biografia
Divenne emiro del Qatar il 26 giugno 1995, è sposato con la sceicca Maryam bt. Muḥammad b. Ḥamad Āl Thānī, con la sceicca Mūza bt. Nāṣir al-Musannad e con la sceicca Nūra bt. Khālid b. Ḥamad Āl Thānī, sorella di Maryam. Tutte appartengono alla famiglia Āl Thānī.
Nel 1996 ha finanziato, con 150 milioni di dollari, la costituzione dell'emittente televisiva Al Jazeera che negli anni è diventata - secondo la BBC - uno dei maggiori canali di informazione in lingua araba del Vicino Oriente e l'unico network indipendente della regione. Dal 2004, l'emittente è finanziata dall'emiro su base annua per la somma di 30 milioni di dollari poiché non è stata in grado di rendersi autonoma a livello economico.

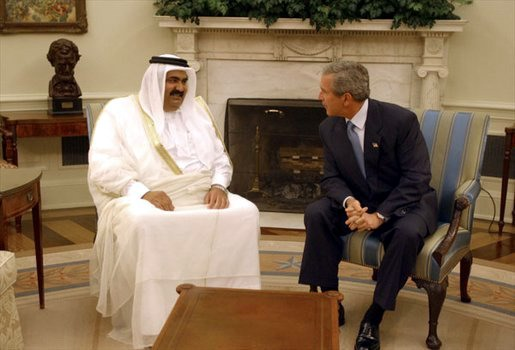
Hamad bin Khalifa Al Thani con il Presidente George W. Bush

Nel 1997, sotto il suo governo, il Qaṭar diventa il secondo paese del Golfo Persico in cui le donne hanno il diritto di voto. Nella speciale classifica di Forbes del 2008 il patrimonio di Ḥamad bin Khalīfa Āl Thānī è stato valutato 2 miliardi di dollari. Il 25 giugno 2013 abdica in favore del figlio Tamin.

## Matrimoni e figli
Hamad ha tre mogli e ventiquattro figli, undici maschi e tredici femmine:
- Ha sposato la prima moglie, Sceicca Mariam bint Muhammad Al Thani, figlia del cugino di primo grado, Sceicco Muhammad bin Hamad bin Abdullah Al Thani.[7] I due hanno due figli e sei figlie:
  1. Sceicco Mishaal bin Hamad bin Khalifa Al Thani (nato nel 1972)
  2. Sceicco Fahd bin Hamad bin Khalifa Al Thani
  3. Sceicca Aisha bint Hamad bin Khalifa Al Thani
  4. Sceicca Hussa bint Hamad bin Khalifa Al Thani
  5. Sceicca Sara bint Hamad bin Khalifa Al Thani
  6. Sceicca Rawda bint Hamad bin Khalifa Al Thani
  7. Sceicca Fatima bint Hamad bin Khalifa Al Thani
  8. Sceicca Mashael bint Hamad bin Khalifa Al Thani
- La seconda moglie è Sceicca Mozah bint Nasser Al Missned (nata l'8 agosto 1959 ad Al-Khor), i due hanno cinque figli e due figlie:
  1. Sceicco Jasim bin Hamad bin Khalifa Al Thani (nato nel 1978) – Erede apparente del Qatar fino al 2003
  2. Sceicco Tamim bin Hamad bin Khalifa Al Thani (nato nel 1980) – Erede apparente (2003–2013), attuale emiro
  3. Sceicca Al-Mayassa bint Hamad bin Khalifa Al Thani (nata nel 1983)
  4. Sceicco Joaan bin Hamad bin Khalifa Al Thani (nato nel 1985)
  5. Sceicco Mohammed bin Hamad bin Khalifa Al Thani (nato nel 1988)
  6. Sceicco Khalifa bin Hamad bin Khalifa Al Thani (nato nel 1991)
  7. Sceicca Hind bint Hamad bin Khalifa Al Thani
- Hamad ha anche una terza moglie, Sceicca Noora bint Khalid Al Thani, figlia del Sceicco Khalid bin Hamad Al Thani, che è stato Ministro degli Interni. I due hanno quattro figli e cinque figlie:
  1. Sceicco Khalid bin Hamad bin Khalifa Al Thani
  2. Sceicco Abdullah bin Hamad bin Khalifa Al Thani
  3. Sceicco Thani bin Hamad bin Khalifa Al Thani
  4. Sceicco Al-Qaqa bin Hamad bin Khalifa Al Thani
  5. Sceicca Luluwah bint Hamad bin Khalifa Al Thani
  6. Sceicca Maha bint Hamad bin Khalifa Al Thani
  7. Sceicca Dana bint Hamad bin Khalifa Al Thani
  8. Sceicca Al-Anoud bint Hamad bin Khalifa Al Thani
  9. Sceicca Mariam bint Hamad bin Khalifa Al Thani